# After (film, 2012)
Pour les articles homonymes, voir After.
Pour plus de détails, voir Fiche technique et Distribution.
After est un film français réalisé par Géraldine Maillet et sorti en 2012.

## Synopsis
Une nuit à Paris, Julie, mariée,  va rencontrer Guillaume. Ils vont s’attacher l’un à l’autre durant cette nuit, passée tous les deux.

## Fiche technique
- Titre original : After
- Réalisation : Géraldine Maillet
- Scénario : Géraldine Maillet
- Costumes : Mathieu Hennion
- Photographie : Martin De Chabaneix
- Montage : Julien Leloup
- Production déléguée : Marie de Lussigny
- Société de production : Bee Films
- Société de distribution : Océan Films
- Pays de production :  France
- Langue originale : français
- Format : couleur — 1,85:1
- Genre : romance
- Durée : 83 minutes
- Dates de sortie :
  - Belgique : 29 septembre 2012 (festival de Namur)
  - France : 30 janvier 2013

## Distribution
- Julie Gayet : Julie
- Raphaël Personnaz : Guillaume
- Éric Herson-Macarel : policier
- Joseph Malerba : musicien / videur musclé
- Brisa Roché : la chanteuse de jazz
- Bakary Sangaré : Ahmed

## Nominations
- Festival du film de la Réunion 2012 : meilleur film et prix du public
- Festival international du film francophone de Namur 2012 : Meilleure première œuvre, Prix découverte et prix du public [1]

## Autour du film
- Le tournage a duré 6 semaines, principalement de nuit.
- Il s’agit du premier long-métrage de Géraldine Maillet. Elle avait auparavant tourné 2 courts métrages : Un certain regard et Une dernière cigarette[2]